# Megastigmus rosae
Megastigmus rosae är en stekelart som beskrevs av Boucek 1971. Megastigmus rosae ingår i släktet Megastigmus och familjen gallglanssteklar. Inga underarter finns listade i Catalogue of Life.